# El retablo de Maese Pedro
 (mai 2011).
Si vous disposez d'ouvrages ou d'articles de référence ou si vous connaissez des sites web de qualité traitant du thème abordé ici, merci de compléter l'article en donnant les références utiles à sa vérifiabilité et en les liant à la section « Notes et références ».
Les Tréteaux de maître Pierre

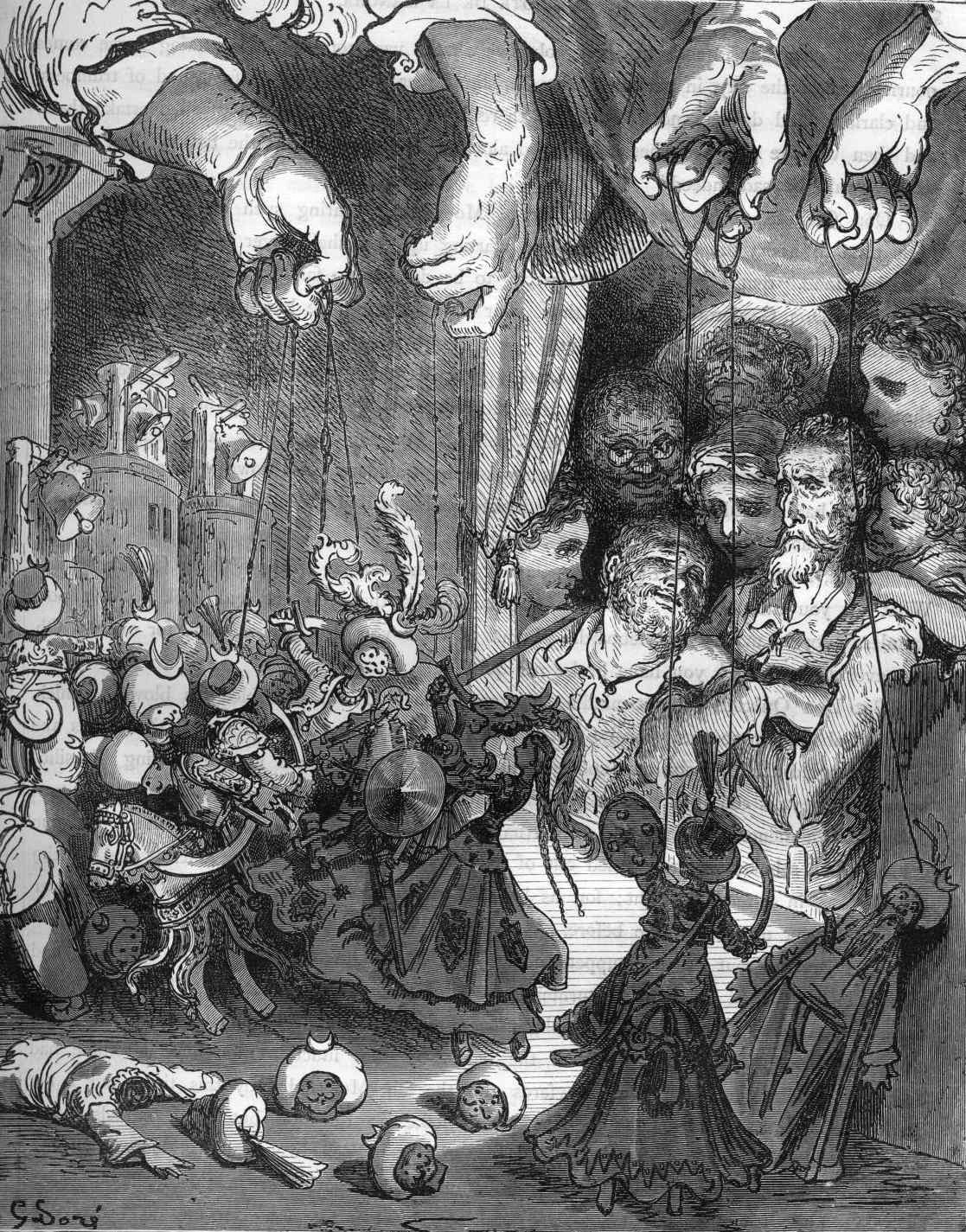
Gravure de Gustave Doré tirée du chapitre XXVI de Don Quichotte de La Manche.

El retablo de Maese Pedro (en français Les Tréteaux de maître Pierre) est un opéra de taille réduite ou un intermezzo (au sens de XVIIIe siècle où il désigne un bref spectacle, le plus souvent dans le genre de l'opéra-bouffe) composé en 1922 par Manuel de Falla, d'après un épisode du Don Quichotte de Miguel de Cervantes. 

## Historique
L'œuvre a été composée pour être interprétée lors des concerts et représentations privées qui étaient donnés à Paris par la Princesse de Polignac à qui elle est dédiée, la dédicace étant partagée avec Miguel de Cervantes. Les décors originaux sont de l'artiste Hermenegildo Lanz.

### Représentations
- Elle a été créée en version de concert à Séville en mars 1923.
- Le 25 juin 1923 elle a été représentée sous forme scénique dans le palais de la princesse de Polignac à Paris.
- Le 21 août 1926, l'œuvre a été donnée à Buenos Aires, en version de concert, au Teatro Politeama. À cette époque, Falla résidait en Argentine, à Alta Gracia (province de Córdoba); c'est là qu'il est mort.
- Également en Argentine, au Théâtre Colón de Buenos Aires, l'œuvre a été représentée lors des saisons 1931, 1932, 1939, représentations dirigées par l'auteur.
- En France, l'œuvre a été notamment représentée en février 1990 à l'Opéra-Comique dans une mise en scène de Jean-Louis Martinoty avec le chef d'orchestre Jacques Mercier et des décors signés Miquel Barcelò [2].

Cet opéra est rarement représenté aujourd'hui.

## Argument
La pièce est tirée des chapitres XXV et XXVI de la seconde partie de Don Quichotte de la Manche où apparaissent les tréteaux de Maître Pierre, le montreur de marionnettes. Elle relate l'histoire de Don Gaïferos parti sauver sa promise Mélisandre retenue prisonnière par le roi Maure Marsilio, ainsi que l'épisode de la libération de la dame et enfin la poursuite entreprise par les maures.
Lors de la scène finale opposant les maures à Don Gaïferos, Don Quichotte, croyant voir dans les marionnettes de véritables guerriers, se précipite sur le théâtre l'épée à la main et dévaste tout, au grand dam de Maître Pierre qui, pleurant sur son sort, ramasse les débris de son théâtre.

## Personnages
| Personnages                            | Voix           | Distribution du 25 juin 1923 Chef: Vladimir Golschmann |
| -------------------------------------- | -------------- | ------------------------------------------------------ |
| Don Quichotte                          | baryton        | Hector Dufranne                                        |
| Maese Pedro                            | ténor          |                                                        |
| Trujamán                               | enfant soprano |                                                        |
| Sancho Panza                           | mime           |                                                        |
| L'aubergiste                           | mime           |                                                        |
| L'étudiant                             | mime           |                                                        |
| Le page                                | mime           |                                                        |
| L'homme avec les lances et hallebardes |                |                                                        |

Personnages du théâtre:
- Charlemagne
- Don Gayferos
- Don Roldán
- Mélisendre
- Le roi Marsilio
- Le maure amoureux

## L'œuvre
L'œuvre est constituée d'un seul acte avec la participation de trois chanteurs et de marionnettes.
L'acte unique est divisé en huit fragments qui s'enchainent sans interruption :
- Pregón (Annonce)
- Sinfonía de Maese Pedro (Symphonie de Maese Pedro)
- Corte de Carlomagno (Cour de Charlemagne)
- Melisendra (Mélisendre)
- Los Pirineos (les Pyrénées)
- La Fuga (La Fuite)
- La Persecución (La Poursuite)
- Finale